# Soldado Desconhecido (DC Comics)
Soldado Desconhecido é um personagem de quadrinhos da DC Comics criado por Robert Kanigher e Joe Kubert, cuja primeira aparição foi na revista de histórias em quadrinhos estadunidense Our Army At War #168 (junho de 1966). A série original teve histórias publicadas no Brasil pela Editora Brasil-América (Ebal), na revista "O Herói" na fase com o Sargento Rock como principal personagem e em título próprio, iniciado em setembro de 1980. A minissérie foi publicada pela Editora Metal Pesado.

## História da publicação

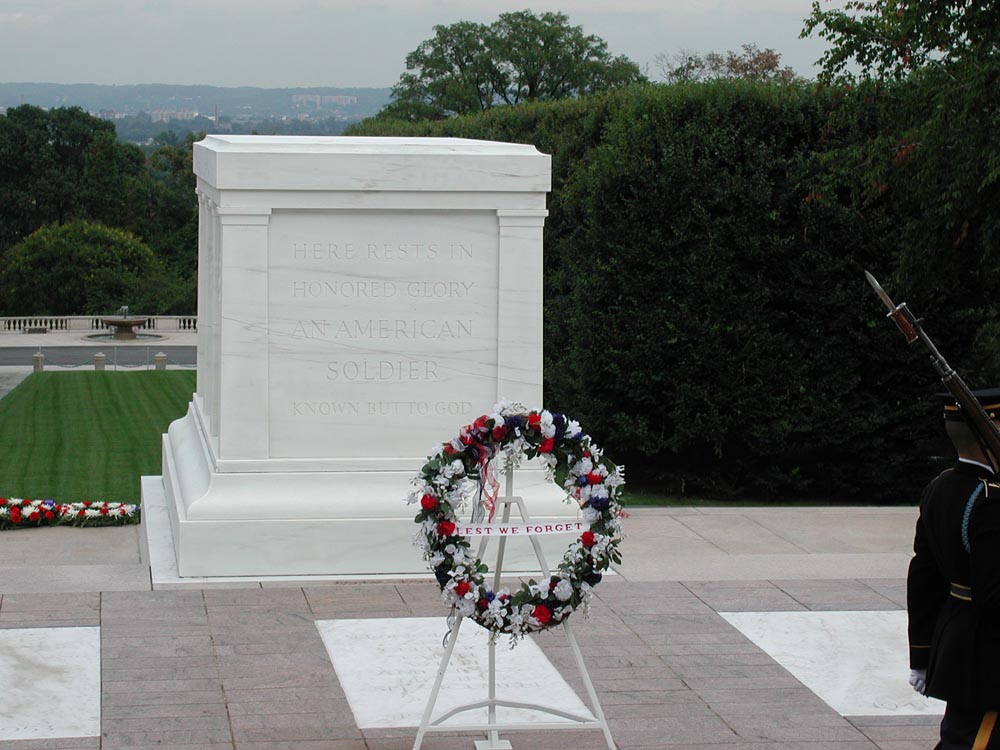
Túmulo do Soldado Desconhecido no Cemitério Nacional de Arlington, Vígínia, Estados Unidos

O Soldado Desconhecido apareceu pela primeira vez como coadjuvante de uma aventura do Sargento Rock ("I Knew The Unknown Soldier!"), escrita por Kanigher e desenhada por Kubert. Kubert, que era o editor dos quadrinhos de Guerra da DC Comics, achou o personagem interessante o suficiente para estrelar série própria, que começou anos depois na revista Star Spangled War Stories, número 151 (junho-julho de 1970) e durou até o 204 (fevereiro de 1977). Nesse período Star Spangled War Comics começou a ser uma revista exclusiva do Soldado Desconhecido. Com o número 205 (maio de 1977), foi mudado o título para The Unknown Soldier (nome do personagem em inglês)  continuando a numeração por mais 64 edições, encerrando no número 268 (outubro de 1982).
A séria tinha lugar inicialmente durante a Segunda Guerra Mundial e focava missões de um espião norte-americano com o apelido de "Soldado Desconhecido", com a cabeça e rosto desfigurados e escondidos por muitas bandagens e ataduras. Não obstante, ele é um mestre dos disfarces que pode assumir a aparência de qualquer pessoa usando máscaras de látex e maquiagem. Seus disfarces geralmente provocam coceira quando em contato com suas cicatrizes e isso o obriga a se manter concentrado para não danificá-los. Ele também costuma perder a calma diante das atrocidades do inimigo, o que também pode arruinar suas caracterizações.
O nome do personagem foi inspirado nos monumentos ao Soldado Desconhecido, como o do cemitério militar norte-americano de Arlington na Virgínia (que costuma aparecer na série). O nome simboliza todos os soldados não identificados que foram mortos nos campos de batalha; como é dito em sua primeira aventura ("They Came From Shangri-La!", Star Spangled War Stories #151, junho-julho de 1970), "é o homem que ninguém conhece — mas — ele conhece todos!". Outro apelido usado na série para o personagem é "O G.I. Imortal". GI que faz uma alusão a ferro galvanizado (latão revestido com aço) usado nos equipamentos do exército, e geralmente se refere a soldado raso norte-americano.
Outros escritores que colaboraram com a série original foram Bob Haney, Frank Robbins, Archie Goodwin e David Michelinie. Dentre os artistas figuram Dick Ayers, Doug Wildey, Dan Spiegle, Jack Sparling e Gerry Talaoc. Em aventuras retroativas aparecerem os heróis "Ás Inimigo" de Robert Kanigher e John Severin e "Captain Fear" de David Michelinie e Walt Simonson.
A segunda série, também chamada no original em inglês de The Unknown Soldier, foi limitada a 12 revistas, publicadas entre 1988 e 1989, escrita por Christopher Priest e desenhada por Phil Gascoine. Foi a mais votada na revista Comics Buyer's Guide para o prêmio da "Série Limitada Favorita dos Fãs" de 1988. Contudo, essa nova série é radicalmente diferente dos quadrinhos originais, com o Soldado sendo imortal literalmente, além de ser mais cínico em relação aos Estados Unidos, sendo que o herói original era bem patriótico. Como consequência, a série não está clara se pode ser considerada uma "continuidade" oficial para o personagem dentro do Universo DC.
Em 1997, Garth Ennis escreveu Unknown Soldier, minissérie de quatro partes para o selo  Vertigo, com arte de Kilian Plunkett. Com um retrato mais obscuro do personagem, a história é sobre um agente da CIA que segue o rastro do Soldado no pós-Guerra enquanto o herói busca um substituto para si. A aventura parece ignorar a série de 1988–89 e foi reunida em um único volume em 1998.
A coleção "DC Showcase" em preto e branco, republica histórias de 1970 a 1975 no volume The Unknown Soldier Volume One, publicada em 2006.
Uma nova série do Soldado Desconhecido da Vertigo, ambientada em Uganda, foi escrita por Joshua Dysart, com arte de Alberto Ponticelli. A publicação começou em outubro de 2008. Em 2009 essa série foi indicada ao Prêmio Eisner como "Melhor Série Nova do Ano"
Uma figura similar ao Soldado Desconhecido original, aparece na Tumba do Soldado Desconhecido em Blackest Night #3 e é vista novamente no número seguinte, lutando contra a Mulher Maravilha.

### Biografia ficcional
Em  "Star Spangled War Stories" #153, um soldado chamado Eddie Ray é apresentado. Seu número de série é 32891681 conforme é lido nos desenhos das páginas 5-6. Mas ele não confirma ser essa sua identidade apesar de ser isso bem possível pois a face não é mostrada. A aventura de sua origem na revista Star Spangled War Stories #154 (dezembro-janeiro de 1970–1971) revela que o Soldado Desconhecido é um jovem que se alista mo Exército dos Estados Unidos com seu irmão Harry dois meses antes do ataque japonês a Pearl Harbor. Enviados as Filipinas no começo da Guerra do Pacífico, ele e Harry estão presentes quando os japoneses invadem as ilhas. Dentro das trincheiras, Harry fala a seu irmão para não perder as esperanças por estarem em menor número, pois "um cara pode mudar o curso de toda a guerra! Um cara no lugar certo... na hora certa..."
Os dois combatem onda após onda invasora japonesa até que uma granada de mão explode próxima às trincheiras. Harry se atira sobre a granada e morre instantaneamente com a explosão, que, contudo, fere o rosto do irmão. Num acesso de fúria, o soldado derrota os remanescentes inimigos em combate corpo-a-corpo mas seu rosto está destruído e os médicos não são capazes de restaurá-lo. Recusando a Medalha de Honra do Congresso pelo seus atos, o soldado se voluntaria para ser o "homem no lugar certo" que Harry comentara. Sua identidade anterior é apagada e após intenso treinamento ele se torna um operativo da Inteligência Americana com o codinome de "Soldado Desconhecido".
A série não segue uma cronologia linear e as aventuras se sucedem em todos os anos da Guerra e em vários "Teatros". No desenvolvimento da série, o Soldado Desconhecido passa a se relacionar com vários coadjuvantes, tais como o sargento Chat Noir, um soldado afro-americano e ex-líder da Resistência Francesa, que se encontrou com o herói a poucos dias do Dia D. O soldado também usa ocasionalmente os serviços de um informante conhecido como Sparrow, que espiona atrás das linhas inimigas.

### Revista final
A última edição da série original, The Unknown Soldier #268, na história "A Farewell to War" se passa durante a Batalha de Berlim. O Soldado Desconhecido é enviado para a missão de parar a super-arma nazista do polvo vampiro chamado "Nosferatu". Durante o curso da aventura, tanto Sparrow como Chat Noir são mortos. Em 29 de abril de 1945, o Soldado se infiltra no bunker de Adolf Hitler, matando o ditador e assumindo a sua identidade para ordenar o desmantelamento da arma. Ele simula a morte de Hitler como suicídio para que o povo veja que seguira um covarde. Quando o Soldado tenta voltar para as linhas aliadas, ele salva a vida de uma menina da explosão de uma bomba, aparentemente morrendo na ação. Contudo, no último quadrinho datado de 7 de maio de 1945, após a tomada da cidade, é mostrado um sargento norte-americano coçando sua face, do jeito que o Soldado fazia, sugerindo ter ele sobrevivido.
Em DC Comics Presents #42 (fevereiro de 1982), "The Specter of War!", Superman como Clark Kent recebe um bilhete misterioso de um soldado não identificado que o avisa sobre um plano de um oficial do exército renegado que deseja causar um holocausto nuclear. Superman é ajudado em momentos-chave por um misterioso soldado, que ele mais tarde acredita ser o lendário Imortal G.I.. Contudo, deixa em dúvida se a aparição é o Soldado Desconhecido em pessoa ou seu fantasma. Ao final da aventura, Kent visita a Tumba do Soldado Desconhecido, enquanto um jardineiro ao fundo coça o rosto como o Soldado fazia.
Em Swamp Thing #82 (janeiro de 1989), "Brothers In Arms Part Two", é revelado que o Soldado sobreviveu à Segunda Guerra Mundial mas continua com sua existência mantida em segredo, sendo declarado oficialmente morto pelos seus superiores.
Durante Blackest Night, o Soldado aparece como um membro da Tropa dos Lanternas Negros, atacando sua tumba em Washington e proclamando "Eu tenho um nome". O Soldado aparece no Cemitério de Arlington, acompanhado do Lanterna Negro  Maxwell Lord atacando a Mulher Maravilha. A heroína usa seu laço para reduzir Soldado Desconhecido, Max e os soldados revividos, à pó. Contudo, quando ela parte, eles começam a se regenerar.
Na história retroativa "Snapshot: Remembrance" na minissérie DC Universe: Legacies #4, ambientada durante uma reunião em 4 de julho de 1976 (Bicentenário norte-americano), fica implícito que o Soldado sobreviveu à Guerra, quando o bartender da reunião desaparece deixando para trás uma máscara. Outros personagens são Jeb Stuart do Tanque Mal-Assombrado, Losers, Gravedigger e Mademoiselle Marie.

## O segundo Soldado Desconhecido
Soldado Desconhecido foi reimaginado pelo escritor Joshua Dysart em 2008. A nova versão para a Vertigo muda a história para a África, em Uganda no ano de 2002.
Os artistas da série foram Alberto Ponticelli, Pat Masioni, Oscar Celestini, José Villarrubia e Dave Johnson. As letras foram de Clem Robins.

### Biografia ficcional
Dr. Moses Lwanga é um médico filantropo. Nascido em Uganda, sua família fugiu para os Estados Unidos quando ele era criança, escapando da ditadura de Idi Amin. Tornado pacifista, Moses se forma com destaque em medicina na América. Em 2000, ele volta para Uganda para trabalhar com seus compatriotas menos favorecidos. Ele conhece sua esposa, Sera, uma médica cristã da tribo Ganda. Moses e Sera trabalham juntos para ajudar os refugiados da Tribo Acholi do noroeste da Uganda, em meio aos conflitos causados durante a rebelião do Exército de Resistência do Senhor em Acholiland.
Moses é constantemente assombrado por sonhos em que mata pessoas de seu povo, incluindo a esposa. Perturbado pelos pesadelos, a violência em torno do hospital e o tratamento dos muitos feridos, ele luta contra a deterioração moral de sua personalidade. Conforme a série progride, Moses continua se esforçando para seguir o caminho correto enquanto sofre frequentes conflitos morais. Ele vai continuar tentando fazer o bem e proteger os inocentes daqueles que o exploram e prejudicam  mas não consegue reprimir os pensamentos violentos.
Na conclusão da série, é revelado que Moses Lwanga é de fato o substituto do Soldado Desconhecido original, que explica que o Soldado Desconhecido é mais do que um símbolo das faces da violência e conflito, que deve lutar pela moralidade e consciência se tornando uma força mais humana que luta porque a guerra é uma realidade constante. Na revista final, Lwanga se infiltra no acampamento de Joseph Kony, com a intenção de matá-lo. Ele enterra sua faca no olho de Kony, matando-o, e todos seus subordinados e viúvas celebram sua derrota. Sera aparece, dizendo a Lwanga não importar quem ele é e que sempre o amará; contudo, essa imagem é um sonho e é revelado que Moses na verdade foi assassinado, após receber um tiro na cabeça disparado por uma criança soldado. Sera se casa com um jornalista muçulmano sete anos depois. O casal tem muitos filhos e vive em família. A história então muda para Tumbura no Sudão em 2010, local onde muitas crianças soldados estão combatendo. Uma das crianças coça as bandagens de sua face, à maneira do Soldado Desconhecido.

### História da publicação
A série começou em outubro de 2008. Em 22 de maio de 2010, decidiu-se que seria cancelada por falta de leitores. Teve mais cinco edições, terminado com o número 25 e dois anos de publicação.